# ギャレ大阪
ギャレ大阪（ギャレおおさか、GARE OSAKA）は、大阪府大阪市北区の西日本旅客鉄道（JR西日本）大阪駅の高架下に、1991年4月23日から2011年3月31日まで営業していた複合商業施設。
西側（旧西館）は、2011年6月16日に新商業施設「ALBi」（アルビ）として再オープンした。旧本館の跡地については、2012年10月31日に新商業施設「エキマルシェ大阪」が開業した。

## 概要

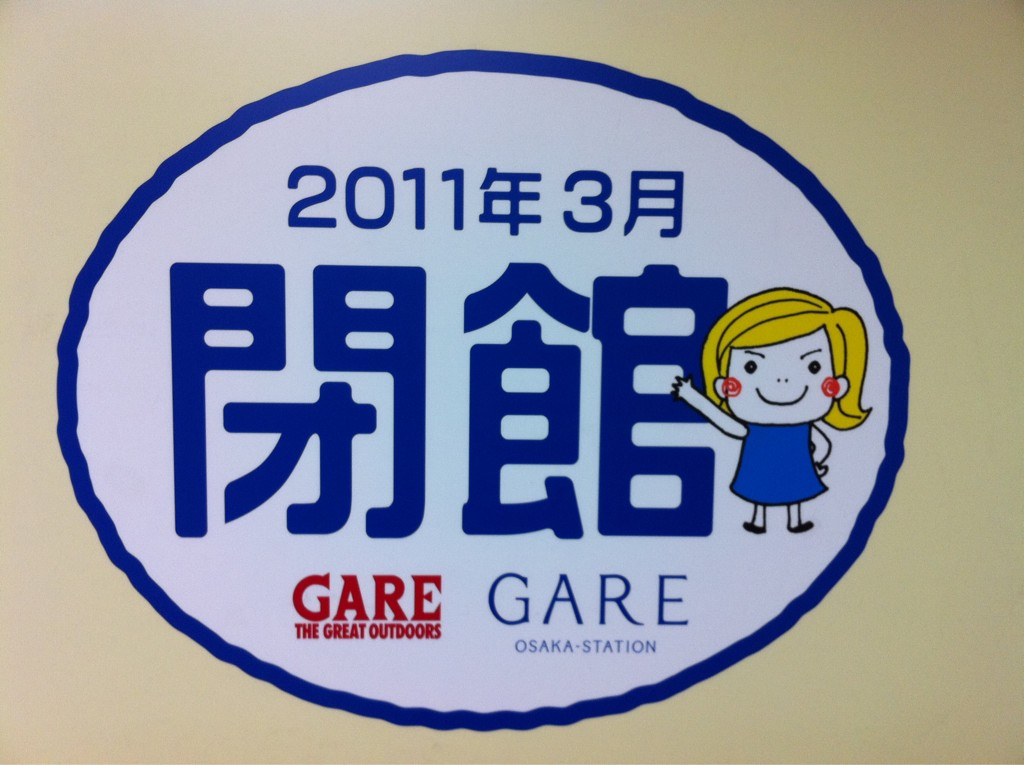
ギャレ大阪

大阪駅西側の直下（1階部分）にあった。ファッション店や雑貨店、アウトドアショップ、カフェなどが入居していた。道路を挟んで、東側（本館）と西側（西館）に分かれていた。
2007年4月27日、本館北側ゾーンをリニューアルオープンした。大阪駅大規模改修工事に支障を来すエリア（約1,800平方メートル）が2006年10月から閉鎖されていたが、支障解除に伴い改装したものである。テナントはファッション、雑貨、化粧品など従来の12店舗。ゾーン中央に明るく見通しのよいスペースを設け、開放感のある空間とした。東側に女性用パウダールームを併設するトイレと駅コンコース直結の改札口、西側に出入り口を設置した。全館内4箇所にアロマの香りとマイナスイオンを発するフレッシュエアースポットを設けた。リニューアルにあわせて「都市生活を豊かに潤すGARE OSAKA」をギャレ大阪の新たなメーンコンセプトとし、MDコンセプトも本館はファッション、西館はアウトドアーズ&スポーツファッションとした。潤いとさわやかさをイメージした瑠璃色のロゴマークも新たに導入した。
大阪ステーションシティ完成間近の2011年3月31日、大阪駅の改良工事に伴い閉館した。大阪ステーションシティでは、新築されるノースゲートビルディング内にファッションビル「ルクア」（LUCUA）がギャレ大阪と同様の施設として2011年5月4日にオープンした。

## 主なテナント

### 本館
- CIAOPANIC（チャオパニック）
- DOU DOU（ドゥドゥ）
- TK（ティーケー）
- THE NORTH FACE （ザ・ノース・フェイス）
- LUI'S WORLD ENTRANCE（ルイスワールドエントランス）
- ビアステーションパティオ（カフェ&バー）

### 西館（ギャレウエスト）
- モンベルクラブ
- アシックス歩人館
- ア・ラ・カンパーニュ（カフェ）

### 過去の出店テナント
- ヤマハヨットクラブ

## 沿革
- 1991年（平成3年）4月23日  - 「ギャレ・ザ・グレイト・アウトドアーズ大阪」（ギャレ大阪）として[7]ネイチャーカンパニー、ヤマハヨットクラブ、モンベル、チェロキー、クリークス、Dou Douなどを核にグランドオープン。「滝の流れるSC」として話題を呼んだ。
- 2007年（平成19年）4月27日  - 本館北側ゾーンをリニューアルオープン。
- 2011年（平成23年）
  - 3月31日 - 大阪駅の改良工事により、ギャレ大阪が閉館。
  - 4月22日 - 旧ギャレ大阪西館跡地に「モンベル」が先行オープン。
  - 4月28日 - 旧ギャレ大阪西館跡地に新たにオープンするショッピングセンターの名称（「ALBi（アルビ）」）と開業日・概要を発表[1]。
  - 5月17日 - 「ALBi（アルビ）」の詳細（出店テナント等）を発表[8]。
  - 6月16日 - 「ALBi（アルビ）」オープン。
- 2012年（平成24年）
  - 5月23日 - 旧ギャレ大阪本館跡地に新たにオープンする商業施設の名称（「エキマルシェ大阪」）と概要を発表[5]。
  - 8月9日 - 「エキマルシェ大阪」の詳細（出店テナント・開業日等）を発表。
  - 10月29日 - 「エキマルシェ大阪」内覧会。
  - 10月31日 - 「エキマルシェ大阪」オープン。

## 営業時間
- 11:00 - 21:00
- 定休日は不定期。

## 所在地
大阪府大阪市北区梅田三丁目1-1

## 交通機関
- 西日本旅客鉄道（JR西日本） 東海道本線（JR京都線・JR神戸線）・福知山線（JR宝塚線）・大阪環状線 大阪駅 下車すぐ。
- 大阪市営地下鉄御堂筋線・阪急電鉄・阪神電気鉄道 梅田駅
- 大阪市営地下鉄四つ橋線 西梅田駅
- 大阪市営地下鉄谷町線 東梅田駅
- JR東西線 北新地駅